# Tøtterne
Tøtterne i Øland Sogn i Jammerbugt Kommune (tidligere Brovst Kommune).
Tøtterne var tidligere en lav holm i Limfjorden ved Øland som blev benyttet til fælles græsning af malkekvæg fra gårdene i Vesterby.
I 1921 blev dæmningen mellem Øland og Attrup påbegyndt, og arealet blev afvandet og er i dag dyrket landbrugsjord hørende under Øland-Attrup Gods.